# Idina Menzel
Idina Kim Mentzel (Queens, Nueva York, 30 de mayo de 1971), conocida artísticamente como Idina Menzel, es una actriz y cantante estadounidense. Es conocida por interpretar a la Reina Elsa en la película animada de Walt Disney Pictures Frozen, además de interpretar la canción «Let It Go» de la película en su versión oficial en inglés.
También, protagonizó el musical de Broadway, Wicked de Stephen Schwartz, interpretando a Elphaba; igualmente participó en Rent de Jonathan Larson. Fue nominada por ambos papeles a los Premios Tony, el máximo galardón en la comunidad teatral, ganando el premio en la categoría Mejor actriz principal en un musical por Wicked en 2004. También, interpretó a Sheila en la exitosa obra hippie Hair. Desde 2010 hasta 2014, interpretó de forma ocasional el papel de Shelby Corcoran en la serie de televisión musical Glee. 

## Primeros años
Es hija de Stuart Mentzel (1933-2010), vendedor de pijamas, y Helen Goldberg (1932-2004), terapista. Tiene una hermana, Cara. Es de ascendencia judía.
Menzel creció en Woodbury, Long Island, Estados Unidos, mudándose después a Queens, Nueva York y a Nueva Jersey. Siempre supo que quería cantar y cuando tenía cinco años se dio cuenta de que tenía el talento necesario.
Así participó en concursos de talentos y producciones musicales de la escuela, una de las cuales fue El mago de Oz basada en la novela de Lyman Frank Baum, El maravilloso mago de Oz, donde interpretó a Dorothy Gale. Fue a clases de canto clásico hasta que entró a la preparatoria "Syosset" en Long Island, donde siguió presentándose en obras musicales de la escuela con papeles principales y también empezó a interesarse por canciones de R&B y Jazz de cantantes como Aretha Franklin, Billie Holiday, Chaka Khan, entre otros. 
Asistió a la Tisch School of the Arts de la Universidad de Nueva York.

## Carrera como actriz
Decidió audicionar para una pequeña ópera rock basada en La Bohème de Giacomo Puccini, llamada Rent de Jonathan Larson. Consiguió obteniendo el papel de una chica salvaje, bisexual y artística, Maureen Johnson, lo que la introdujo con honores como uno de los talentos jóvenes más prometedores de Broadway.
Rent se estrenó en el Nederlander Theater de Nueva York en 1996 y finalmente llegó a Broadway en el Theater Workshop. Fue nominada a los Premios Tony por su papel en ese espectáculo.
En 2000 obtuvo el papel de Kate en una producción Off-Broadway de Andrew Lippa llamada "The Wild Party", por la que consiguió una nominación a los Drama Desk Awards. Al año siguiente hizo el reemplazo de la princesa Amneris en la versión musical de Elton John y Tim Rice de la ópera Aida. 
En 2003, personificó el papel de Elphaba en el musical Wicked de Stephen Schwartz, basado en la novela Wicked: Memorias de una Bruja Mala de Gregory Maguire, que relataba los tiempos de juventud de la Bruja del Oeste del libro El maravilloso mago de Oz escrito por Lyman Frank Baum. Menzel pasó casi tres años preparando el proyecto pero por fin, el 30 de octubre de 2003, el musical se estrenó. En 2004 Idina ganó el premio Tony a la Mejor actriz principal en un musical por su papel de Elphaba.
Finalmente, el 9 de enero de 2005 Menzel dejó Wicked luego de haber tenido un accidente mientras actuaba; sin embargo, la interpretación de Menzel y el musical fueron un verdadero éxito, recibiendo las mejores críticas.
En 2005 actuó en la versión cinematográfica de Rent recreando su famoso papel de Maureen Johnson, junto a otros cinco miembros del reparto original y a finales de ese año, apareció por tiempo limitado en el musical Off-Broadway, See what I wanna see de Michael John LaChiusa. 
En 2006 apareció en la película Ask the Dust, donde interpretó a Vera Rivkin. Ese mismo año, fue invitada para volver a interpretar el papel de Elphaba en la versión inglesa de Wicked. El resultado obtenido fue el mismo que en Broadway, un éxito total. La venta de boletos fue la mayor registrada en la historia de los musicales del West End.
De vuelta en Nueva York, Idina se dedicó por completo a su nueva película Enchanted (2007) de Disney, donde hizo el papel de Nancy Tremaine. 
En 2008 protagonizó el musical Chess, en el papel de Florence Vassy, junto a Josh Groban y Adam Pascal.
En 2009 volvió a la televisión apareciendo en dos capítulos de la serie Private Practice.
En 2013, dio voz al personaje de Elsa en la película animada de Disney, Frozen. La película contó con dos nominaciones a los Premios Óscar, ganándolas ambas. Una de ellas fue a mejor canción original por «Let It Go», tema que interpreta Idina en la película.
En 2011 protagonizó el musical de Broadway If/Then, junto a su excompañero de reparto de Rent, Anthony Rapp.
En 2017 protagonizó junto a Nia Long en "Beaches", una adaptación de la película Eternamente amigas de 1988. Hizo el papel de CC Bloom.
En 2018, nuevamente hizo la voz de Elsa, en la película Ralph Breaks the Internet, como un cameo de la película.
En 2019 participó en la película Uncut Gems junto a Adam Sandler y The Weeknd, y en la segunda entrega de la saga Frozen, Frozen 2 de Disney, volviendo a dar voz a la reina Elsa.

## Carrera como cantante
A los 16, sus padres se divorciaron. Entonces, Menzel decidió audicionar para una banda que se presentaba a bodas y a Bar Mitzvás; logró ser contratada como cantante principal pudiendo cantar todo tipo de música. Menzel fue parte de la banda por ocho años y en diciembre de 1995 cantó por última vez con su banda en Filadelfia.
Mientras estaba en Rent, Idina grabó su primer disco "Still I Can’t Be Still" el cual salió a la venta en septiembre de 1998. Con el disco Idina salió de gira, logrando aparecer también en televisión; sin embargo, la discográfica la despidió lo que la hizo volver al teatro. 
Mientras estaba en Wicked sacó un nuevo álbum, "Here", el cual salió a la venta el 10 de febrero de 2004. 
Posteriormente, Glen Ballard, famoso compositor y productor musical, empezó a trabajar con Idina en su nuevo disco permitiéndole la libertad de escribir y de expresarse artísticamente. El álbum se tituló "I Stand" y fue lanzado en 2008; refleja muchos de los valores de Idina, su ideología y su visión del mundo. Con ese disco Idina dio varios conciertos y estuvo de gira por Estados Unidos y el Reino Unido, la cual tuvo bastante éxito y le permitió a Idina actuar en eventos más importantes como el Thanskiving Day Parade de Nueva York. También apareció en varios programas como el show de Regis y Kelly donde cantó las canciones «I Stand» y «Gorgeous».
En 2008, escribió la canción «Hope» para la organización Stand Up 2 Cancer; la canción habla de que solo la esperanza puede curar el alma y mantenerte vivo. 
El 31 de diciembre de 2008, en la ceremonia de los premios Kennedy cantó como homenaje a Barbra Streisand la canción «Don't Rain on My Parade». Según críticos, esta actuación fue incluso mejor que la de la famosa estrella del pop Beyoncé, ya que Idina supo mantener la voz y meterse en el papel.
En 2010 inició la gira "Barefoot at the Symphony Tour", que se prolongó hasta 2013, en la que interpretó algunos de sus temas más aclamados, tanto de sus discos como, de sus actuaciones en Broadway, como interpretados en la serie Glee. En esta gira la acompañaron orquestas de gran calibre, y la sesión en Toronto fue grabada para su distribución comercial en CD y DVD.
En octubre de 2014, Idina lanzó su disco de canciones navideñas, "Holiday Wishes", ya que, a pesar de ser judía, esta festividad ha cobrado importancia para ella, según sus declaraciones.
El 24 de septiembre de 2016 lanzó su quinto álbum de estudio, "idina.", el cual fue descrito por la cantante como el más personal hasta la fecha.
En 2019 lanzó su álbum navideño titulado "Christmas: a season of love" incluyendo colaboraciones como Ariana Grande, Aaron Lohr, Billy Porter y su compañero de Frozen, Josh Gad.

## Vida personal
Su padre, Stuart Mentzel, es vendedor de pijamas; y su madre, Helene, es terapeuta. Tiene una hermana menor, Cara. Su familia es judía.
En 2003 se casó con el actor Taye Diggs, al que conoció mientras ambos actuaban en Rent, y con el que tuvo un hijo, Walker Nathaniel, nacido en 2009. En diciembre de 2013, después de diez años de matrimonio, anunciaron su separación. Está casada desde 2017 con el actor y cantante Aaron Lohr.

## Filantropía
Menzel se convirtió en Miembro de Honor de la Corte Imperial de la Memoria anual de Nueva York en la noche del 21 de marzo de 2009.
En 2010, junto a Taye Diggs, fundó A BroaderWay Foundation, organización que introduce a jóvenes de áreas marginales de Nueva York en las artes. 
Ha defendido muchos años los derechos de la comunidad LGBT, participando en campañas como "I Give a Damn" y NOH8.

## Filmografía
| Año  | Título                              | Personaje       | Notas                                                  |
| ---- | ----------------------------------- | --------------- | ------------------------------------------------------ |
| 2001 | Besando a Jessica Stein             |                 |                                                        |
| 2002 | Un beso                             |                 |                                                        |
| 2004 | The Tollbooth                       |                 |                                                        |
| 2004 | Water                               |                 |                                                        |
| 2005 | Rent                                | Maureen Johnson | Basada en el musical homónimo                          |
| 2006 | Ask the Dust                        | Vera Rivkin     |                                                        |
| 2007 | Enchanted                           | Nancy Tremaine  |                                                        |
| 2013 | Frozen                              | Reina Elsa      | Voz                                                    |
| 2016 | Sly Cooper (cancelada)              | Carmelita Fox   |                                                        |
| 2017 | Beaches                             | CC Bloom        | Adaptación de la película "Eternamente amigas" de 1988 |
| 2017 | Olaf's Frozen Adventure             | Reina Elsa      | Voz                                                    |
| 2018 | Ralph Breaks the Internet           | Reina Elsa      | Voz                                                    |
| 2019 | Frozen 2                            | Reina Elsa      | Voz                                                    |
| 2019 | Diamantes en bruto                  |                 |                                                        |
| 2021 | Cenicienta                          | Madrastra       |                                                        |
| 2022 | Disenchanted                        | Nancy Tremaine  |                                                        |
| 2023 | ¡No estás invitada a mi bat mitzvá! | Stacy Friedman  |                                                        |

| Año       | Título                     | Personaje         | Notas                                                      |
| --------- | -------------------------- | ----------------- | ---------------------------------------------------------- |
| 1998      | Hércules: la serie animada | Circe             | Episodio: "Hércules y la canción de Circe"                 |
| 2004      | Rescue Me                  | Carol             | Episodio: "Santuario"                                      |
| 2005      | Kevin Hill                 | Francine Prescott | Episodios: "Losing Isn't Everything" y "Sacrificial Lambs" |
| 2009      | Soundstage                 | Ella misma        | Episodio: "PBS Soundstage premiere January 15, 2009"       |
| 2009      | Private Practice           | Lisa King         | Episodios: "Do the Right Thing" y "What You Do For Love"   |
| 2009      | Chess in Concert           | Florence Vassy    | Episodio: "PBS Great Performances premiere June 17, 2009"  |
| 2010      | Sesame Street              | Ella misma        | 1 episodio                                                 |
| 2010-2013 | Glee                       | Shelby Corcoran   | 12 episodios                                               |
| 2011      | The Glee Project           | Ella misma        | Episodio: "Theatricality"                                  |
| 2020      | Sesame Street              | Mabollz           | 1 episodio                                                 |

## Teatro
| Año         | Título                     | Personaje        | Notas                                         |
| ----------- | -------------------------- | ---------------- | --------------------------------------------- |
| 1998 - 2000 | Rent                       | Maureen Johnson  |                                               |
| 2000        | The Wild Party             | Kate             |                                               |
| 2000        | Summer of '42              |                  |                                               |
| 2001        | Aida                       | Princesa Amneris | Reemplazo                                     |
| 2002        | Los monólogos de la vagina |                  |                                               |
| 2002        | Funny Girl                 |                  |                                               |
| 2003 - 2006 | Wicked                     | Elphaba          | Presentaciones en Estados Unidos e Inglaterra |
| 2005        | See What I Sanna See       |                  |                                               |
| 2008        | Chess                      | Florence Vassy   |                                               |
| 2008        | Nero                       |                  |                                               |
| 2014        | If/Then                    | Elizabeth        |                                               |
| 2018 - 2019 | Skintight                  | Jodi Isaac       |                                               |
| 2025        | Redwood                    | Jesse            |                                               |

## Videojuegos
| Año  | Título                               | Personaje | Notas | Ref   |
| ---- | ------------------------------------ | --------- | ----- | ----- |
| 2013 | Disney Infinity                      | Elsa      | Voz   | [ 5 ] |
| 2014 | Disney Infinity: Marvel Super Heroes | Elsa      | Voz   | [ 6 ] |
| 2015 | Disney Infinity 3.0                  | Elsa      | Voz   | [ 7 ] |
| 2019 | Kingdom Hearts III                   | Elsa      | Voz   |       |

## Discografía
- Still I Can't Be Still (1998)
- Here (2004)
- Banda sonora de Rent (2004)
- I Stand (2008)
- Live: Barefoot at the Symphony (2012)
- Banda sonora de Frozen (2013)
- Holiday Wishes (2014)
- idina. (2016)

### Sencillos
- «Minuet» de Still I Can't be Still (1998)
- «Take me or Leave Me» de la banda sonora de Rent (2005)
- «Brave» de I Stand (2008)
- «Gorgeous» de I Stand (2008)
- «Hope» para Stand Up 2 Cancer (2008)
- «I Dreamed a Dream» de Glee: The Music, Volume 3: Showstoppers (2010)
- «Funny Girl» de Glee (2010)
- «Poker Face» de Glee: The Music, Volume 3: Showstoppers (2010)
- «Somewhere» de Glee: The Music, Volume 7 (2011)
- «Let It Go» de Frozen (2013)

## Premios y nominaciones
Premios Tony
| Año  | Categoría                             | Obra    | Resultado | Ref.   |
| ---- | ------------------------------------- | ------- | --------- | ------ |
| 1996 | Mejor actriz secundaria en un musical | Rent    | Nominada  | [ 8 ]  |
| 2004 | Mejor actriz en un musical            | Wicked  | Ganadora  | [ 9 ]  |
| 2014 | Mejor actriz en un musical            | If/Then | Nominada  | [ 10 ] |